# Ašdod
Ašdod (hebrejsko אַשְׁדּוֹד, arabsko أَشْدُود Ašdud ali إِسْدُود Išdud) je šesto največje mesto in največje pristanišče v Izraelu. Mesto je tudi veliko industrijsko središče.  Leži v Južnem okrožju države na sredozemski obali med Tel Avivom na severu in  Aškelonom na jugu. Od Jeruzalema je oddaljen 53 km. 
Sodobni Ašdod pokriva ozemlji dveh starodavnih mest, enega na obali in enega na celini, ki sta bili večji del zgodovine ločeni entiteti. Članek obravnava obe zgodovinski mesti, nekaj bližnjih naselij in sodobni  Ašdod. 
Prvo dokumentirano urbano naselje Ašdod datira v kanaansko kulturo v 17. stoletje pr. n. št., zato velja za najstarejše mesto na svetu. V njem so bili do leta 1956 naseljeni Filistejci, Izraelci, grški kolonisti po Aleksandrovi osvojitvi Bližnjega vzhoda, Rimljani in Bizantinci, Arabci, križarji in Osmanski Turki.
Sodobni Ašdod je bil ustanovljen leta 1956 na peščenih hribih v bližini starodavnega mesta. Leta 1968 je obsegal že približno 60 km² in zajel ozemlje starodavnega mesta. Leta 2017 je imel 222.883 prebivalcev.
V Ašdodu je največja skupnost maroških Judov v Izreelu, največje skupnost karaitskih Judov v Izraelu in največja skupnost gruzijskih Judov na svetu.

## Zgodovina

### Kamena doba
Na ozemlju Ašdoda so odkrili tri kamnita orodja iz kamene dobe in nobenega sledu naselja, kar kaže, da so bila orodja tja prinesena  kasneje.

### Bronasta in železna doba
V bronasti in železni dobi je bil Ašdod samo tel malo južno od sodobnega mesta. Njegove ostanke so raziskovali devet sezon od leta 1962 do 1972. Raziskave sta prva leta vodila David Noel Freedman  s Teološkega semenišča v Pittsburghu in Moshe Dothan. Kasnejše raziskave je vodil Moshe Dothan v imenu Izraelskega urada za starine.
Najzgodnejše večja naselitev v Ašdodu datira v 17. stoletje pr. n. št., ko je bil  tel prvič utrjen. Pisno je bil prvič omenjen v dokumentih iz bronastodobnega Ugarita, ki kažejo, da je bil središče izvoza s purpurjem pobarvanih volnenih tkanin in oblačil. Na koncu 13. stoletja pr. n. št. so Ašdod osvojila in uničila Ljudstva z morja. Na začetku 12. stoletja pr. n. št. so v mestu vladali Filistejci, za katere velja, da so bili eno od Ljudstev z morja. Pod njihovo oblastjo je mesto cvetelo in postalo član filistejskega Pentapolisa, v katerem so bili še Aškelon in Gaza na sredozemski obali ter Ekron in Gat na celini.
Leta 950 pr. n. št. je Ašdod uničil faraon Siamon na pohodu na Bližnji vzhod. Mesto so ponovno zgradili šele leta 815 pr. n. št.
Po izgonu ašdodskega kralja Ahmitija, katerega je Sargon II. (vladal 722–705 pr. n. št.) namestil namesto svojega brata Azurija, so se Filistejci, Judejci, Edomiti in Moabiti pod vodstvom Asdûduja  uprli. Sargonov vrhovni poveljnik vojske (turtanu, Izaija 20:1)  II. je leta 712/711 pr. n. št. upor zatrl in prisilil uzurpatorja Jamanija na beg.  Sargonov general je porušil mesto in izgnal prebivalce, vključno z nekaj Izraelci, ki jih je zatem naselil v Mediji in Elamu.
Med vladavino Sargonovega sina Sanheriba (vladal 705–681 pr. n. št.) je v Ašdodu vladal kralj Mitinti, med vladavino Sanheribovega sina Asarhadona (vladal  681–669 pr. n. št.) pa kralj Ahimilki. 
Mesto je naslednji udarec doživelo leta 605 pr. n. št., ko ga je osvojil babilonski kralj Nebukadnezar II.
Leta 539 pr. n. št. so mesto obnovili Perzijci, leta 532 pr. n. št. pa ga je osvojil Aleksander Veliki.
Nehemija omenja Ašdodite, ki so verjetno pomenili vse Filistejce v 6. stoletju pr. n. št. Piše tudi, da so se »Judje poročali z Ašdodkami, Amonkami in Moabkami, polovica njihovih otrok pa ni  znala govoriti hebrejsko«. Nehemija jih je preklel in jim prepovedal mešane zakone. Hugo Winckler  razlaga rabo imena Ašdoditi z dejstvom, da je bil Ašdod Jeruzalemu najbližje filistejsko mesto.

### Helenistično obdobje
Heleniziranemu Ašdodu so dali bolj grško zveneče ime Azotos (grško Άζωτος). Cvetel je do makabejskega upora proti Selevkidskemu cesarstvu leta 167-160 pr. n. št. Med uporom ga je »osvojil in zavrgel« Juda Makabejec.  Leta 147 pr. n. št. ga je ponovno osvojil njegov brat Jonatan in porušil Dagonov tempelj (Judovske starine 13, 4:4; 1 Samuel 5:1-5).  Med vladanjem judejskega kralja Aleksandra Janaja (103-76 pr. n. št.) je bil Ašdod del njegovega kraljestva.

### Rimsko in bizantinsko obdobje
Po uničenju Ašdoda v palestinski nasledstveni vojni med Hirkanom II. in Aristobulom II. je rimski cesar Pompej vzpostavil neodvisnost Ašdoda in nekaj drugih obalnih mest. Nekaj  let kasneje (54 pr. n. št.) je rimski general Gabinij z nekaj teževami v Palestini ponovno vzpostavil red in lo predal svojemu nasledniku Marku Liciniju Krasu.
Leta 30 pr. n. št. je Ašdod prišel pod oblast kralja Heroda, on pa ga je v oporoki zapustil svoji sestri Salome I.  Med prvo judovsko-rimsko vojno (66-70 n. št.) je bil Ašdod očitno dovolj velik, da je Vespazijan v njem nastanil rimsko garnizijo.
Ptolemaj (okoli 90-okoli 168 n. št.) je Ašdod opisal kot obmorsko mesto, čeprav je  bil od morja oddaljen približno 6 km, Jožef Flavij pa kot celinsko. To očitno neskladje bi lahko pomenilo, da je imel Ašdod svoje pristanišče Azotos Paralios (grško παράλιος, slovensko na obali), se pravi Ašdod na obali.  Mesto na celini je imelo rimsko ime Hippinos (konjeniški), Grki pa so ga do poznega helenističnega obdobja  imenovali Azotos mesogaios – celinski Azotos.
V bizantinskem obdobju je obalni Ašdod tako po velikosti kot po pomembnosti prevladal nad celinskim. Na Madabski karti sta vrisani obe mesti r različnima imenoma.
Leta  2017 so arheologi odkrili grški napis o  posvetitvi cerkve ali morda samostana. Napis je bil odkrit med dvema hišama približno 1,5 km od obale.

### V Novi zavezi
V Apostolskih delih je Ašdod omenjen kot kraj, v katerem se je pojavil evangelist Filip, potem ko je v krščanstvo spreobrnil etiopskega evnuha. Filip  je po poti  pridigal  evangelij, dokler ni prišel do  Cezareje približno 90 km severno.

### Zgodnje krščansko obdobje
Helenizirani in zatem krščanski Azotos je ostal pomembno mesto do 7. stoletja, ko je prišel pod muslimansko oblast.  Mesto je na Kalcedonskem koncilu leta 451  zastopal  Heraklij iz Azotosa.

### Zgodnje islamsko obdobje
Umajadski kalif Abd al-Malik, graditelj slavne jeruzalemske Kupole na skali, je v nekdanjem  Azotos Paralios ali njegovi bližini zgradil obalno trdnjavo, ki so jo kasneje rekonstruirali Fatimidi in križarji.
V srednjveškem arabskem obdobju se je mesto imenovalo Mahuz Azdud – pristanišče Azdud.
Geograf Ibn Hordadbeh (okoli 820-912) celinski Ašdod omenja kot Azdud in pravi, da je bila v njem poštna postaja med Ramlo in Gazo.

### Križarsko obdobje
Dokumenti iz križarskega obdobja kažejo, da je Ašdod pripadal Ramalskemu gospostvu. Zgleda, da je Ramalski gospod Hugo  obalno ašdodsko trdnjavo leta 1169 predal svojemu vitezu Nikolaju de Beroardu. V tem obdobju se je trdnjava imenovala Castellum Beroart (Beroartov grad).

### Ajubidsko in mameluško obdobje
V ajubidskem in mameluškem obdobju se pristanišče Ašdod nič več ne omenja, ker so ga muslimani skupaj z drugimi pristaniškimi mesti verjetno porušili zaradi strahu pred križarsko invazijo z morja. Z uničenjem pristanišča je spet postal pomemben celinski Ašdod. 

### Osmansko obdobje
Položaj Ašdoda na Via Maris, ki je povezovala Anatolijo in Egipt, je v osmanskem obdobju ponovno okrepil njegov pomen. Leta 1596 je bil Ašdod kot Sdud upravno središče podookrožja (nahija), ki je spadalo v okrožje (liva) Gaza. V njem je bilo 75 gospodinjstev s 413 člani, samimi muslimani.  Naselje je plačevalo fiksen davek, ki je znašal eno tretjino pridelka  pšenice, ječmena, sezama, sadja, koz in medu, skupaj 14.000 akč.
Leta 1833 je Esdud omenjen kot muslimanska vas v okrožju Gaza.
V poznem 19. stoletju je bil Isdud opisan kot vas, ki je raztresena po vzhodnem pobočju nizkega hriba, pokritega z vrtovi. Na južni strani vasi je bil porušen han. Hiše so bile enonadstropne, obdane z visokimi zidovi iz na soncu sušenih zidakov. Imela je dva glavna vira vode: majhno jezero in obzidan vodnjak. Oba sta bila obdana z nasadi datljevih palm in figovcev.

### Britanski mandat
Po popisu prebivalstva, ki ga je v Palestini leta 1922  izvedla britanska mandatna oblast,  je imel Isdud 2.566 prebivalcev, od tega 2.555 muslimanov in 11 katolikov. Število prebivalcev se je do leta 1931 povečalo na 3.240 (3.238 muslimanov in 2 kristjana). Naselje je imelo 764 hiš.</ref> Mills 1932, str. 4.a.</ref> Isdud je imel dve osnovni šoli, eno za dečke in eno ta deklice. Slednja je bila odprta leta 1942.  Sredi 1940. let je v šolo hodilo 371 učencev in 74 učenk.
Leta 1945 je v Isdudu živelo 4.620 Arabcev in 290 Judov. Posedovali so 47.871  dunamov zemlje, na kateri so pridelovalo citruse,  banane in žito.

#### Arabsko-izraelska vojna 1948
Isdud je 29. maja 1948 zasedla egiptovska vojska. Med  arabsko-izraelsko vojno leta 1948 je bilo naselje  najbolj severni položaj  egiptovske vojske. Izraelci so ga poskušali osvojiti, vendar jim to  kljub velikim izgubam ni uspelo. V okolici Isduda  je bilo več spopadov, naselje samo pa je večkrat bombardiralo izraelsko letalstvo. Egiptovska vojska se je zaradi strahu pred obkolitvijo 28. oktobra 1948 umaknila. Isdud je po Sporazumu o premirju, podpisanim leta 1949, pripadel Izraelu.

## Država Izrael
Izrael je leta 1950 vzhodno od Isduda  ustanovili  mošava (vasi) Sde Uzijahu in Štulim, leta 1949 in 1953 pa še Bnei Darom in Gan HaDaron severno od njega. Po Khalidiju so bile vse vasi ustanovljene na isudski zemlji.
Sodobni Ašdod je bil ustanovljen leta 1956. Pri naseljenci so bili člani 22 judovskih  družin iz Maroka, katerim je  sledilo nekaj priseljencev iz Egipta.
Julija 1957 je izraelska vlada dodelila družbi Ashdod Company Ltd. 24 km² zemljišča približno 32 km južno od Tel Aviva za gradnjo  sodobnega mesta Ašdod. Leta 1958 je bila zgrajena elektrarna Eškol A. Ena od njenih enot je imela tudi obrat  za razsoljevanje morske vode.
Oktobra  1959 je bila ustanovljena prva mestna skupščina. Leta 1961 je imelo mesto 4.600 prebivalcev. Leta 1963  je dobilo svoje sodišče. V sodobno pristanišče je  novembra 1965 prva ladja priplula. Število prebivalcev je stalno naraščalo in se leta 1983 povzpelo na 65.700.   
Pospešen razvoj se je začel leta 1991 z masovnim prihodom priseljencev iz Sovjetske zveze in Etiopije. V desetih letih se je v mesto priselilo več kot 100.000 ljudi. V tem času  se je v  mestu zgradilo pet novih mestnih četrti in poslovna cona, od leta 2011 do 2010 pa še tri četrti in marina. 
Mesto je za svoje dosežke na področju šolstva leta 2012 dobilo posebno nagrado Izraelskega ministrstva za izobraževanje.

## Galerija
- Mestna hiša
- Pristanišče
- Marina
- Sedež pomorske pošte
- Avenija Menahema Begina
- Centralna bolnišnica
- Avtobusna postaja
- Glavna železniška postaja Ad Halom
- Kulturni center maroških Judov
- Ješiva Orot Haim
- Kulturno središče MonArt

## Pobratena mesta
| - Bordeaux, Francija - Bahía Blanca, Argentina - Los Angeles, Kalifornija, ZDA - Vuhan, Kitajska | - Spandau, Nemčija - Tampa, Florida, ZDA - Brest, Belorusija - Batumi, Gruzija | - Zaporožje, Ukrajina - Atirau, Kazahstan - Arhangelsk, Ruska federacija - Kišinjev, Moldavija - Jūrmala, Latvija |